# Thằn lằn đá Việt Nam
Thằn lằn đá Việt Nam (danh pháp: Gekko vietnamensis) là một loài tắc kè đặc hữu của Việt Nam mới được phát hiện năm 2010. Tên loài vietnamensis được đặt theo tên quốc gia nơi lần đầu tiên và hiện là nơi duy nhất phát hiện ra-Việt Nam. Kích thước trung bình (chiều dài chót mũi-gốc đuôi SVL lên đến 91 mm), thân mảnh, đầu hình mỏ chim với vảy môi trên có từ 11-12 cái. Mẫu vật thằn lằn Gekko vietnamensis được thu thập tháng 8/2008 trên núi Tức Dụp thuộc xã An Tức, huyện Tri Tôn, tỉnh An Giang, Việt Nam, được lưu trữ tại Viện Sinh học Nhiệt đới (Institute of Tropical Biology) thuộc Viện Khoa học và Công nghệ Việt Nam.